# Penny Lane
"Penny Lane" é uma canção da banda The Beatles, escrita por Paul McCartney, mas creditada como em co-autoria com John Lennon. A canção foi gravada nas sessões do álbum Sgt. Pepper's Lonely Hearts Club Band, mas lançada como single no Lado B com Strawberry Fields Forever em fevereiro de 1967.
Penny Lane é uma canção que se refere a uma rua em Liverpool (assim como o bairro onde se encontra). A letra fala sobre as coisas e as pessoas do lugar que foi bastante marcante na vida dos Beatles, principalmente de Paul McCartney e John Lennon. Hoje, na Penny Lane, muitos fãs deixam mensagens ao extinto grupo. A prefeitura da cidade recoloca a placa com o nome da rua frequentemente devido ao fato de que muitos fãs tiram-na e a levam para casa de recordação.

## Composição

### Música
"Penny Lane" começa na tonalidade de si maior e é em tempo 4/4 do começo ao fim. A música compreende três rodadas de dois versos e um refrão, com o refrão repetido durante a rodada final. Em sua melodia, a composição tem uma estrutura tônica dupla de verso B maior (em ciclos I – vi – ii – V) e um coro maior conectado por acordes dominantes formais de pivô. Nos compassos de abertura em Si maior, depois de cantar "In Penny Lane" (em uma subida de nota melódica F♯ – B – C♯ – D♯), McCartney canta a terça maior do primeiro acorde na progressão (em "Lane") e sétima maior (em "barber"), em seguida, muda para um acorde Bm, cantando as terceiras notas achatadas (em "saber" com um acorde i7 [Bm7]) e sétimas notas achatadas (em "ir e vir" [com um ♭ VImaj7 [Gmaj7] acorde] e "diga olá" [com um acorde V7sus4 [F♯7sus4]). O musicólogo Dominic Pedler descreve isso como uma inovação profunda e surpreendente envolvendo o abandono do meio do ciclo, o que inicialmente parece ser um ciclo de acordes pop I – vi – ii – V doo-wop padrão. A música apresenta uma forma contrastante de verso-refrão. Para começar o verso "Na chuva torrencial - muito estranho", McCartney usa um acorde E como pivô, (é um acorde IV na tecla B anterior e um V na tecla A que se aproxima) para levar os ouvintes de volta ao refrão ("Penny Lane está em meus ouvidos ..."). Da mesma forma, para voltar do refrão de "Lá embaixo dos céus suburbanos azuis eu me sento, e enquanto isso volto ...", McCartney usa um acorde pivô F♯7, que é um VI na velha chave A e um V na nova Tecla B. As letras "muito estranhas" e "entretanto de volta" refletem essas mudanças tonais. 

### Letras
Liricamente, existem várias imagens ambíguas e surreais. A música é aparentemente narrada em um belo dia de verão ("sob os céus suburbanos azuis"), mas ao mesmo tempo está chovendo ("o bombeiro entra correndo da chuva") e o inverno se aproxima ("vendendo papoulas de uma bandeja "implica o Dia da Memória, 11 de novembro). MacDonald afirmou: "Aparentemente naturalista, a cena lírica é na verdade caleidoscópica. Além de chover e brilhar ao mesmo tempo, é simultaneamente verão e inverno." O bombeiro e a viatura mencionados nas letras eram baseados em memórias do corpo de bombeiros na Mather Avenue, enquanto a barbearia era Bioletti, onde McCartney, Harrison e Lennon tiveram seus cabelos cortados quando crianças. A linha "Quatro de tortas de peixe e dedo" é uma gíria britânica. "A four of fish" refere-se a fourpennyworth of fish and chips, enquanto "finger pie" é uma gíria sexual para dedilhar. De acordo com o crítico musical e musicólogo Wilfrid Mellers, escrevendo em seu livro de 1973, Twilight of the Gods: "Por razões tanto musicais quanto verbais, a música soa infantilmente alegre, mas sonhadora e selvagem ao mesmo tempo. O sentimento alucinatório diz respeito a problemas de identidade, em vez de do que as drogas especificamente, perguntando o que, entre nossas memórias de infância, é realidade e o que é ilusão. " 